# 計帳
計帳（けいちょう）とは、古代律令制の下で作成された公文書の一つで、戸籍と合わせて「籍帳」・「帳籍」と呼ばれた。後に大帳（だいちょう:「大計帳」の略）とも称された。

## 概要

### 中国
計帳は6世紀に北朝西魏の蘇綽によって整備されたとされ、戸籍よりも後の時代に成立している。隋・唐において均田制・租庸調を支える基本台帳として戸籍とともに重要視された。
毎年、年末に各戸主から戸口や田土を申告する手実と呼ばれる申告書を提出させ、州や県でその年に徴収可能な課役を集計し、更に戸単位での課口・不課口の別、各戸の戸口、官から支給された田地の面積及び四至を記載して中央の戸部に報告し、戸部はそれを元にして財政計画を編成した。また、県は作成した計帳を30年間にわたって保存する義務があった。敦煌文書の中に大統13年（547年）と推定される計帳の残巻が知られている。

### 日本
日本の計帳は唐の制度に基づいて定められたと考えられている。初出は大化2年（646年）の改新の詔とされているが、大宝律令の戸令に規定が存在したことが確認できる以前の実態については不明である。
大宝律令・養老律令ともに原則は大きく変わらなかったとされ、まず京職及び各地の国司は毎年6月末までに管轄下の各戸から手実を徴収する。手実は戸主以下戸口の姓名・年齢などを書きあげた申告書であるが、唐制と違い田土についての記載はなかった。京職・国司は手実を元にして国郡単位に戸数・口数・調庸物数を集計した計帳（「目録」「目録帳」とも、また大宝律令では「国帳」とも）を作成し、8月末日までに計帳使に持たせて太政官に申送することになっていた（ただし、『延喜式』によると京職（すなわち平安京）での手実作成の締切は9月末日、太政官への申送の締切は10月末日とされている）。その際、枝文と呼ばれる付属文書が付けられた。枝文として知られている文書に郷戸帳・浮浪人帳・中男帳・隠首帳・雑色人帳・高年帳・老丁帳・廃疾帳・学生帳・逃亡帳・神戸帳・多男父帳・中男残帳・死亡帳・残疾帳・遭喪帳・禰宜祝帳・老残帳・陵戸帳などが挙げられる 。これとは別に坊・里単位にまとめて清書した「歴名」と呼ばれる文書も作成された。歴名も計帳（目録）とともに太政官に提出したという説もある。平城京左京二条二坊五坪東二坊坊間路西側溝から「大倭国志癸上郡大神里和銅八年計帳」と記した軸木が出土しているからである（一里一巻であり、集計部分だけとは考え難い）。なお、現地に保管されていた歴名の断簡とみられる漆紙文書が出土した例がある。養老元年（717年）に計帳作成に関する式が作成され、その際に太政官に提出される計帳を特に大計帳（だいけいちょう）と呼ばれるようになった。それが略して大帳とも称されて計帳の別名として『延喜式』などの公文書にも用いられるようになる（これに伴い「計帳使」も「大帳使」と称されるようになる）。
中央では計帳の数字によってその年に納入される調や庸の予定額を知り、これを元にして財政計画を立てた。また、課丁の増減は国司の治績の判断材料として慎重に審査された。
だが、9世紀に入るころから作成・計帳の申送が疎かにされ、調や庸の納入も滞るようになる。10世紀に入ると形骸化が進み、天慶元年（938年）には手実の徴収ではなく、これもまた形骸化していた戸籍に基づいて計帳を作成することが認められるようになった。また、計帳で記された課丁数は固定化されて国家の統治の体裁を維持するための形式上の帳簿となり、実際の租税徴収と中央への上納は計帳とは無関係に行われるようになった。
東大寺の正倉院文書には、計帳が手実・歴名・目録ともに遺っている例があり、また前述のように歴名の断簡とみられる漆紙文書の出土例がある。